# برانيسلاف أنجيلوفسكي
برانيسلاف أنجيلوفسكي مواليد 21 فبراير 1977 في بيتولا، جمهورية مقدونيا، هو لاعب كرة يد مقدوني. يلعب حاليا مع دوبروجا سود كونستانتسا ويحمل الرقم 18. مثل منتخب مقدونيا لكرة اليد.

## المسيرة الاحترافية
لعب مع نادي فاردار لكرة اليد من سنة 1997 إلى 2000، ثم انضم إلى نادي العين في موسم 2008-2009، ثم انضم إلى نادي فاردار لكرة اليد في موسم 2009-2010، ثم لعب مع دوبروجا سود كونستانتسا في الدوري الروماني من سنة 2010 إلى 2015، ثم لعب مع دوبروجا سود كونستانتسا في سنة 2015.

## سجل المنافسة
شارك في البطولات التالية:
- بطولة أوروبا لكرة اليد للرجال 2012
- بطولة أوروبا لكرة اليد للرجال 2014

## روابط خارجية
- برانيسلاف أنجيلوفسكي على موقع الاتحاد الأوروبي لكرة اليد (الإنجليزية)